# Kapa haka
Kapa haka (pronunciado /'kapa 'xaka/) es una expresión maorí que significa «artes escénicas», que se usa puntualmente para referirse a la identidad propia de arte escénico folclórico maorí de Nueva Zelanda, en el que se combinan cantos, movimientos, voces y gestos vigorosos sincronizados. En español no tiene un género gramatical preciso y suele ser considerada tanto una palabra de género femenino (la kapa haka), como masculino (el kapa haka).
Kapa haka significa «danza grupal» (kapa, grupo o línea; haka, danza) son comunes en los colegios y centros educativos. Estos grupos compiten cada dos años en el Te Matatini (traducido como «múltiples caras»), un festival y competición de artes a nivel nacional.